# Scott Tenorman doit mourir
Vous pouvez aider à l'améliorer ou bien discuter des problèmes sur sa page de discussion.
- Il ne cite pas suffisamment ses sources. Vous pouvez indiquer les passages à sourcer avec {{référence nécessaire}} ou {{Référence souhaitée}}, et inclure les références utiles en les liant aux notes de bas de page. (Marqué depuis juillet 2024)
- Il contient une ou plusieurs listes. Le texte gagnerait à être rédigé sous la forme d’un ou plusieurs paragraphes synthétiques, afin d’être plus agréable à lire. (Marqué depuis juillet 2024)

- Archive Wikiwix
- Bing
- Cairn
- DuckDuckGo
- E. Universalis
- Gallica
- Google
- G. Books
- G. News
- G. Scholar
- Persée
- Qwant
- (zh) Baidu
- (ru) Yandex
- (wd) trouver des œuvres sur Wikidata

Scott Tenorman doit mourir (Scott Tenorman Must Die en version originale) est le 69e épisode de la série animée South Park, soit le quatrième épisode de la cinquième saison de l'émission.

## Synopsis
Dans cet épisode, Cartman se fait mener en bateau par un nouveau personnage, Scott Tenorman, « un grand de seconde »[réf. nécessaire]. Scott Tenorman lui vend ses poils, en lui faisant croire que cela le rendra pubère. Apprenant qu'il s'est fait rouler, Cartman va tout faire pour se venger de la façon la plus sadique possible.

## Mort de Kenny
Kenny meurt de rire après avoir vu Cartman se ridiculiser sur la vidéo de Scott Tenorman, référence au film Qui veut la peau de Roger Rabbit.

## Commentaire de Parker et Stone
D'après le commentaire de Parker et Stone sur le South Park Hits Vol 1, cet épisode est important, car il leur a « donné du carburant » et leur a permis d'« explorer de nouveaux endroits ». En outre, ils ont fait remarquer qu'il était très important que Cartman ne tue pas directement les Tenorman. C'est aussi avec cet épisode que les auteurs ont appris les avantages de l'intrigue unique.